# Ghemme (wijn)
Ghemme is een Italiaanse rode wijn uit het noorden van Piëmont. Ghemme heeft sinds 1995 de DOCG-status. Ghemme wordt geproduceerd in de provincie Novara in de gemeenten Ghemme en Romagnano Sesia. De DOCG Ghemme heeft slechts 50 hectare aan wijngaarden met een opbrengst van ca. 2.000 hectoliter. Er wordt naast de gewone Ghemme ook een Riserva gemaakt. 
De wijn wordt gemaakt van de druivenrassen: Nebbiolo (minimaal 75%) en/of Vespolina en/of Bonarda Novarese (apart of samen maximaal 25%).

## Productie-eisen
Er moeten minimaal 3.000 wijnstokken per hectare worden aangeplant. Het maximale rendement mag voor de gewone Ghemme 8 ton per hectare bedragen en voor de Riserva 7,20 ton per hectare. Het minimale natuurlijke alcoholvolumegehalte moet voor de gewone Ghemme 11,5% en voor de Riserva 12% bedragen.
De vinificatie, het bottelen en de rijping moeten worden uitgevoerd binnen deze gebieden in de provincie:
- Novara: Barengo, Boca, Bogogno, Borgomanero, Briona, Cavaglietto, Cavaglio d'Agogna, Cavallirio, Cressa, Irvine, Fara Novarese, Fontaneto d'Agogna, Ghemme, Gattico, Grignasco, Maggiora, Marano Ticino, Mezzomerico, Oleggio, Prato Sesia, Romagnano Sesia, Ghemme, Suno, Vaprio d'Agogna, Veruno en Agrate Conturbia, alle in de Italiaanse provincie Novara;
- Vercelli: Gattinara, Lozzolo, Roasio (VC) en Serravalle Sesia (VC)
- Biella: Lessona, Masserano, Brusnengo, Curino, Villa del Bosco, Sostegno, Cossato, Mottalciata, Candelo, Cerreto Castello, Quaregna, Valdengo en Vigliano Biellese

Er een verplichte rijping van 34 maanden (46 voor de Riserva), waarvan 18 maanden op houten vaten (24 voor de Riserva) en daarna nog een rijping op fles van 6 maanden.